# 小林政吉
小林政吉（こばやし まさきち、1923年-?）は、日本の宗教学者、東北大学名誉教授。

## 略歴
山形市生まれ。1945年東北帝国大学法文学部文科（教育学専攻）卒業。1962年「教養と実存」で、文学博士の学位を取得。東北大学教育学部助教授、教授、1987年定年退官、名誉教授、東洋英和女学院大学教授。

## 著書
- 『宗教改革の教育史的意義』創文社 1960
- 『西ドイツの諸大学における一般教育』(IDE教育資料 民主教育協会 1963
- 『教養と実存と愛 ハーマンからエーブナーまでの問題史的研究』広池学園出版部 1965
- 『キリスト教的実存主義の系譜 ハーマンからエーブナーまでの問題史的研究』福村出版 1975
- 『ブーバー研究 思想の成立過程と情熱』創文社 1978
- 『人間教育の地平を求めて』日本基督教団出版局 1987
- 『人間教育の深い層 古典としての聖書に学ぶ』ヨルダン社 2001

## 論文
- ＜小林政吉